# La morena de mi copla
«La morena de mi copla» és un pasdoble compost en 1929 pel lletrista i músic Alfonso Jofre de Villegas Cernuda i Carlos Castellano Gómez.
Homenatge al pintor Julio Romero de Torres,  va ser interpretat per primera vegada per Estrellita Castro i gravat en 1931 per la vedette María Antinea.4 Aviat es converteix en una cançó molt popular, arribant a ser la que major recaptació va aconseguir en el seu any de llançament segons les dades de la SGAE.
En 1943 va ser publicada per Concha Piquer. Des de 1967 va ser interpretada pel famós cantant Manolo Escobar. Des dels anys 1960 aquesta cançó ha estat molt popular a Espanya. Ha estat també interpretada per altres artistes com Antoñita Moreno (1958) i Pedro Vargas, i forma part del repertori habitual de les Tunes.